# Володин, Александр Иванович
Алекса́ндр Ива́нович Воло́дин (3 ноября 1933, Москва — 12 августа 2004, там же) — советский и российский философ. Доктор философских наук, профессор.

## Биография
Окончил Философский факультет МГУ в 1956 году. Затем на комсомольской работе. С 1958 года редактор в издательстве «Советская энциклопедия» (редакция «Философской энциклопедии»).
С 1965 года преподаватель, доцент (1966), профессор (с 1975) кафедры философии АОН, с 1991 года профессор кафедры философии Гуманитарного центра Российской академии управления (с 1994 — Российская академия государственной службы), с 1988 года руководитель проблемно-исследовательской группы по истории отечественной философии.
Кандидатская диссертация — «Основные этапы идейной эволюции А. И. Герцена» (1963). Докторская диссертация — «Восприятие, истолкование и критика философии Гегеля в русской утопически-социалистической мысли XIX в.» (1974).
Известен исследованиями философской идеи русских просветителей, народников, социал-демократов, её эволюции и отражения в литературе и публицистике.
Похоронен в Москве на Востряковском кладбище.

## Научные труды

### Монографии
- Чернышевский или Нечаев? О подлинной и мнимой революционности в освободительном движении России 50—60-х гг. XIX в. М., 1976 (в соавт. с Ю. Ф. Карякиным и Е. Г. Плимаком)
- Утопия и история. М., 1976
- Лавров. М., 1981 (в соавт. с Б. С. Итенбергом)
- Как развивается общество. М., 1982 (6-е изд. 1988; в соавт. с Е. Г. Плимаком)
- Проблемы религии и науки в идейном творчестве А. И. Герцена. М., 1987

### Статьи
- Володин А. И. П.Л. Лавров как исследователь и критик религии // Вопросы научного атеизма. Вып. 17 / Редкол. А. Ф. Окулов (отв. ред.); Акад. обществ. наук ЦК КПСС. Ин-т научного атеизма. — М.: Мысль, 1975. — С. 230—257. — 399 с. — 18 300 экз.
- Володин А. И. Основные особенности эволюции религии и церкви в условиях социалистического общества // Вопросы научного атеизма. Вып. 25. Атеизм, религия, церковь в истории СССР / Акад. обществ. наук ЦК КПСС. Ин-т научного атеизма. — М.: Мысль, 1980. — С. 283—302. — 341 с. — 20 000 экз.
- Неудобный мыслитель. Из записок герценоведа // Свободная мысль. 1993. № 7
- «Что вы Европой нам колете глаз» (Штрихи к портрету российского «западничества») // В раздумьях о России (XIX век). М., 1996
- Об историософии Герцена // Вопросы философии. 1996. № 9
- Философия в СССР: от версий к проблемам // Мысль и власть в эпоху моноидеологизма. (Материалы дискуссии). М., 1997
- История общественной мысли в России: проблемы исследования и преподавания // Общественная мысль России. (Материалы дискуссии). М., 1998.